# Mancomunidad La Cepeda
La Mancomunidad La Cepeda es una agrupación voluntaria de municipios para la gestión en común de determinados servicios de competencia municipal, creada por varios municipios en la provincia de León, de la comunidad autónoma de Castilla y León, España.

## Municipios integrados
La Mancomunidad La Cepeda está formada por los siguientes municipios:
- Villagatón-Brañuelas
- Quintana del Castillo
- Villaobispo de Otero[2]
- Magaz de Cepeda[2]
- Villamejil[2]

## Sede
Los órganos de gobierno y administración de la Mancomunidad tendrán su sede en el Edificio de Servicios y Nave de Guardería de Vehículos de la Mancomunidad ubicado en la localidad de Villameca, del municipio de Quintana del Castillo, provincia de León.

## Fines
- Recogida y tratamiento de residuos sólidos urbanos.
- Protección civil, prevención y extinción de incendios y servicio de quitanieves.
- Mantenimiento de los servicios de alcantarillado y depuración de aguas residuales.
- Construcción, mejora y conservación de infraestructura viaria rural, desbrozado de márgenes en carreteras y vías rurales.
- Promoción y desarrollo de actividades turísticas, culturales y deportivas en los municipios que la integran.
- Defensa y protección del medio ambiente y limpieza de las vías públicas.
- Servicios de alumbrado público.[4]

## Estructura orgánica
El gobierno, administración y representación de la Mancomunidad corresponden a los siguientes órganos:
- Presidente.
- Vicepresidente.
- Asamblea de Concejales.
- Consejo Directivo.